# Superhög frekvens
Super High Frequency (SHF) är radiofrekvenser mellan 3 GHz och 30 GHz d.v.s. våglängder mellan 1 dm och 1 cm. Hela SHF-bandet är en del av mikrovågsbandet.  SHF-bandet är även känt som centimeterbandet eller centimetervågor.
SHF är det högsta mikrovågsbandet frekvensband inom som kan propagera genom atmosfären utan nämnvärd dämpning. Det gör att SHF används flitigt för radar och radiolänk.